# Notherobius
Notherobius is een geslacht van insecten uit de familie van de bruine gaasvliegen (Hemerobiidae), die tot de orde netvleugeligen (Neuroptera) behoort.

## Soorten
- N. hastatus New, 1988
- N. nebulosus New, 1988
- N. nothofagi New, 1988